# Hyphorma capucina
Hyphorma capucina är en fjärilsart som beskrevs av Pieter Cornelius Tobias Snellen 1900. Hyphorma capucina ingår i släktet Hyphorma och familjen snigelspinnare. Inga underarter finns listade i Catalogue of Life.